# Vịt mỏ đốm
Vịt mỏ đốm (tên khoa học: Anas poecilorhyncha) là một loài chim trong họ Vịt.